# Estilo humbertino

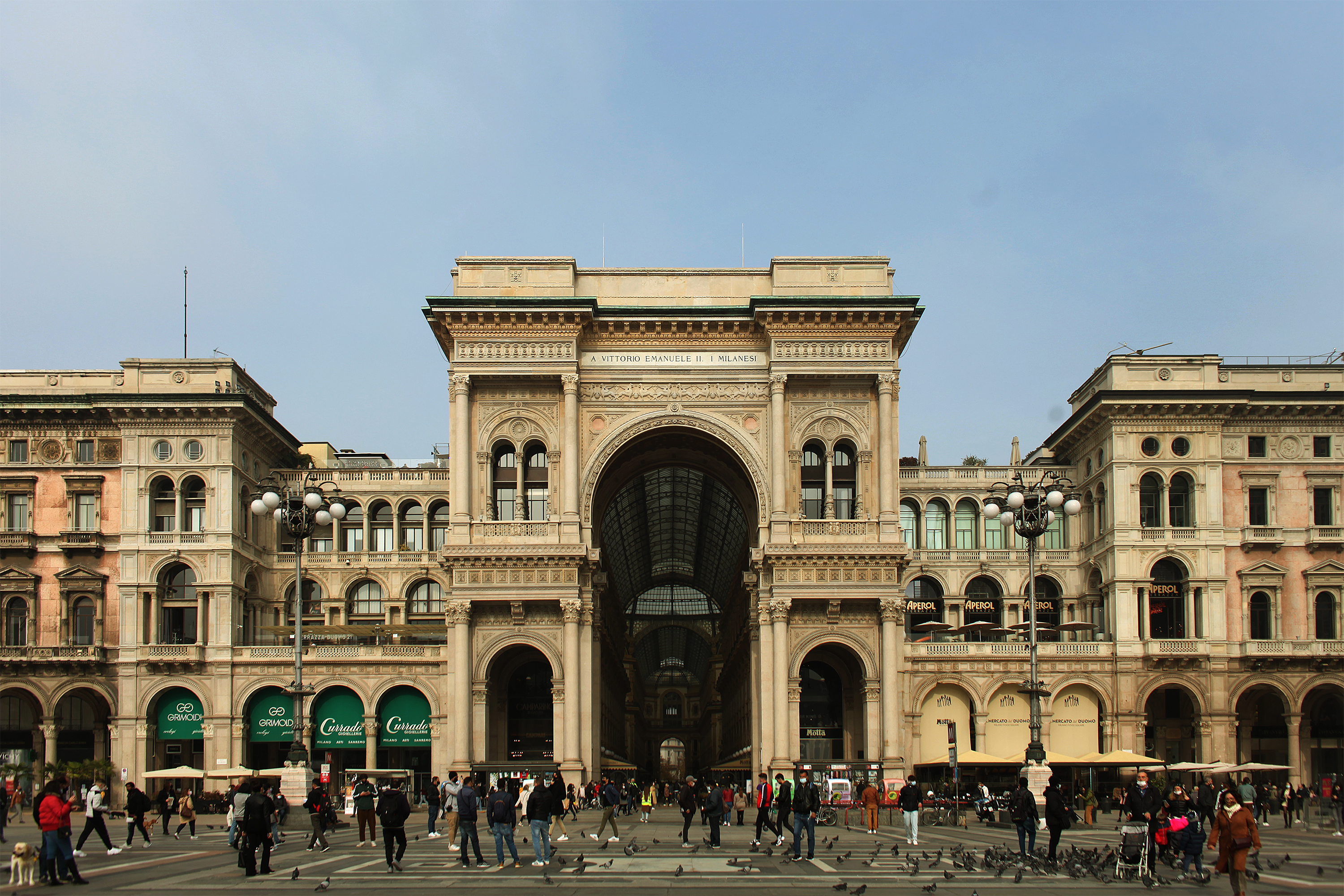
A Galeria Víctor Manuel II de Milão.

O estilo humbertino (em italiano stile umbertino) é uma corrente estilística e arquitectónica neorrenacentista que afectou particular a Itália no final do século xix. É um estilo típico do eclecticismo da arquitectura e das artes decorativas europeias de finais do século xix, mas com particularidades significativas vinculadas ao nascimento de Itália como reino unificado, e caracteriza-se pela mistura de elementos decorativos do passado. Floresceu durante o reinado de Humberto I de Itália, em honra a quem recebe o seu nome, e foi mais popular em Roma.

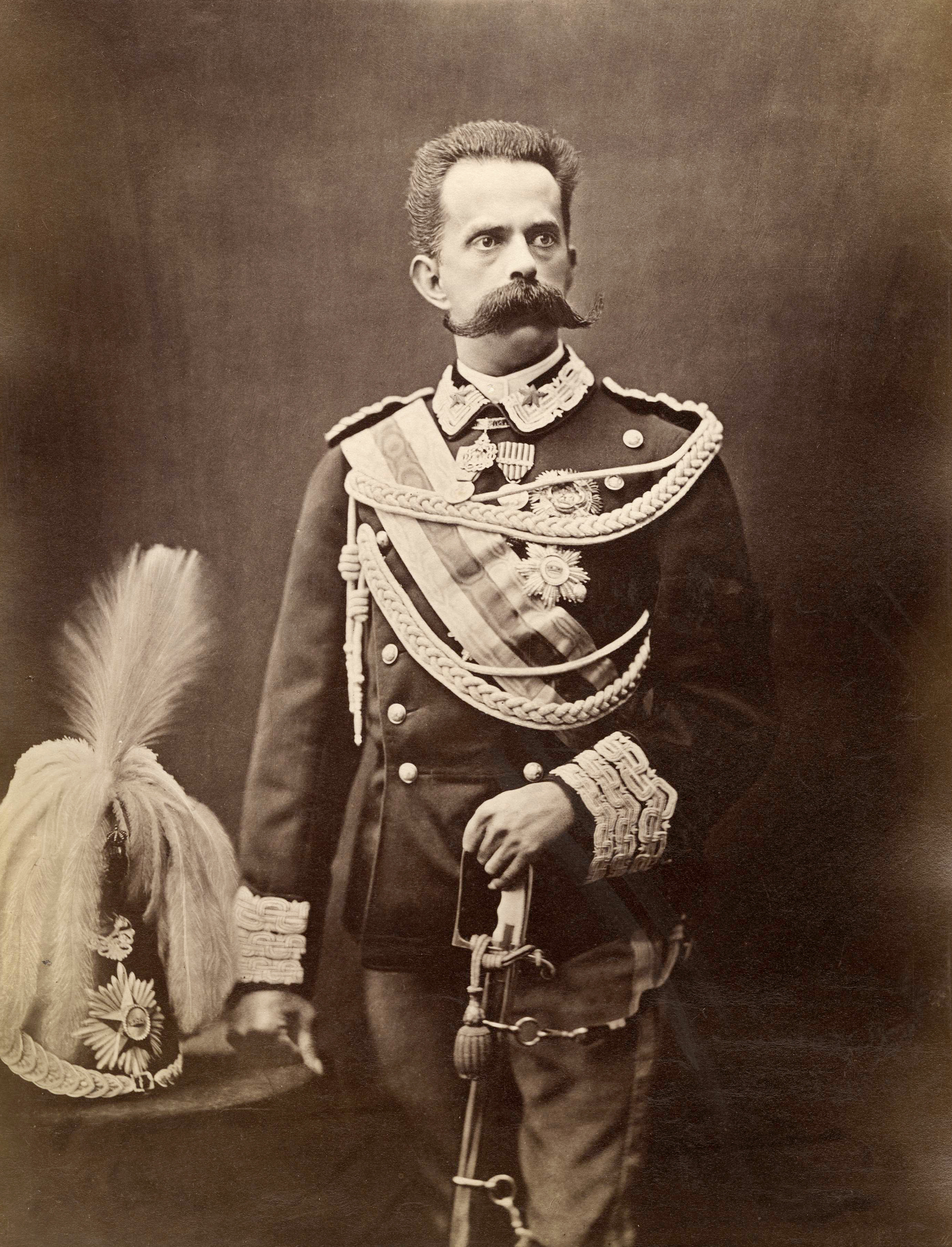
Humberto I de Itália.

Ainda que os edifícios italianos e outras expressões artísticas deste estilo seguem em muitos sentidos o caminho seguido em outros países europeus, o estilo humbertino difere na medida em que se esfuerza em formular um estilo italiano verdadeiramente nacional. Isto sucedeu amplamente nas décadas imediatamente posteriores à unificação italiana, como um das muitas tentativas para construir um sentido de unidade nacional. Em consequência, o estilo passou a ser aplicado com frequência em edifícios governamentais, como sedes de ministérios e tribunais de justiça, bem como em palácios e villas para a classe alta, especialmente em Roma, que em 1870 se converteu na nova capital do reino. Nesta cidade, a Prefeitura e o Governo desenvolveram um ambicioso projecto para remodelar a cidade e dotá-la de infra-estruturas apropriadas para sua condição de capital. A popularidade do estilo humbertino aumentou após 1870 e diminuiu em torno de 1895. No entanto, permaneceu em uso para edifícios oficiais até bem entrada a segunda década do século xx.
Este estilo é inseparável do triunfo do Risorgimento, com a proclamação do Reino de Itália em 1861 e mais tarde a anexação em 1870 de Roma ao novo Estado. Estes acontecimentos provocaram nas décadas seguintes uma grande quantidade de encargos públicos para albergar ministérios e escritórios públicos, bem como um boom imobiliário para alojar as dezenas de milhares de empregados públicos. Luigi Broggi, Guglielmo Calderini, Gaetano Koch e Manfredo Manfredi estão entre os arquitectos mais conhecidos que deram forma à Roma de finais do século xix.
O estilo humbertino é tipicamente italiano e se demarca-se no eclecticismo que caracteriza a segunda metade do século xix, configurando-se como o declínio italiano do neobarroco então em voga na Europa. À semelhança de outras versões do Ecletismo do século XIX, o estilo Umbertino inspira-se em diversos períodos da história da arte. Distingue-se pela sua interpretação particularmente conservadora do Ecletismo, visando desenvolver um estilo verdadeiramente nacional. Este último passou a ser identificado com um repertório acadêmico e convencional do neorenascimento, com elementos extraídos também do período Barroco e do início do Renascimento.

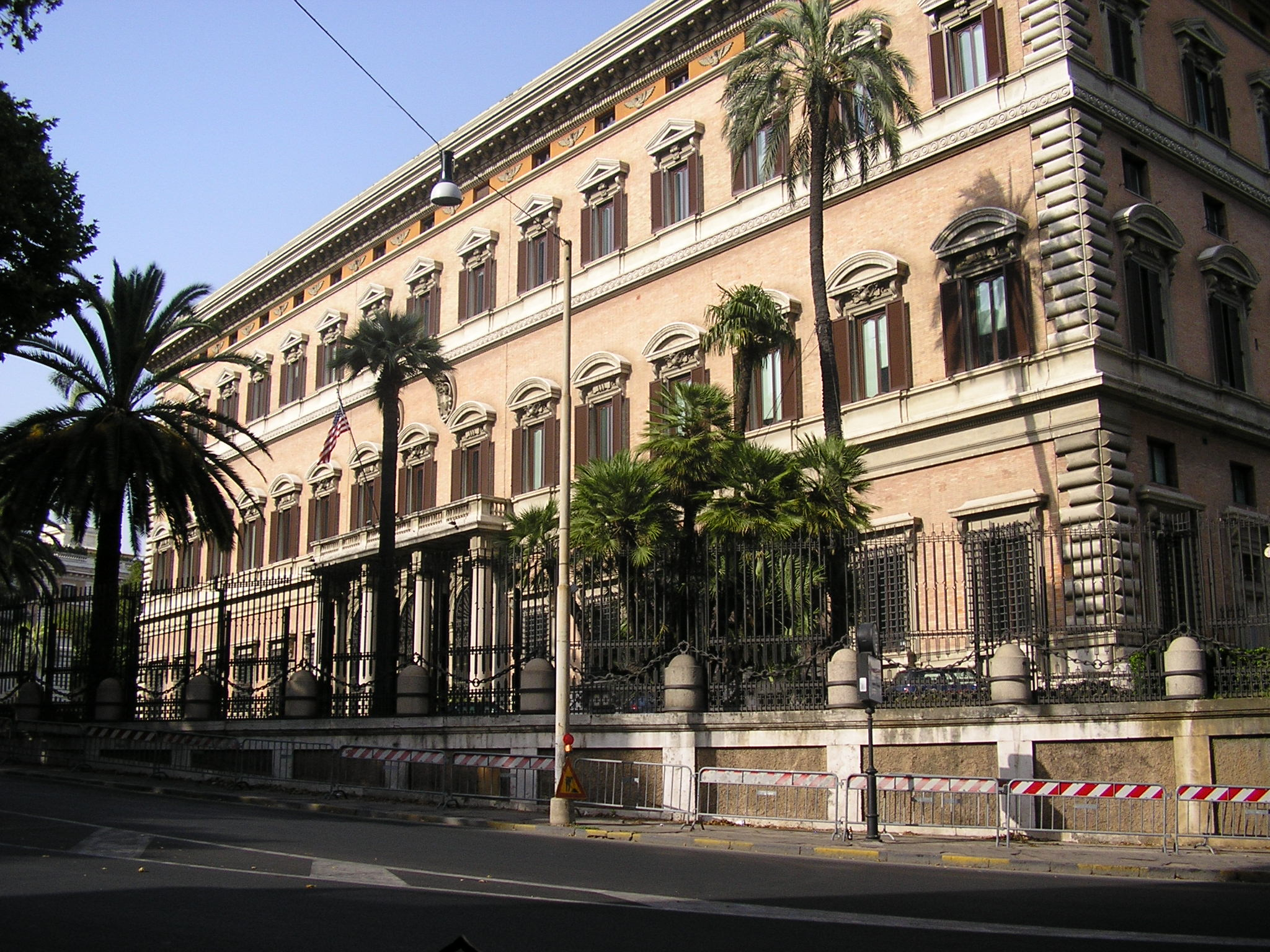
O Palazzo Margherita, atual embaixada dos Estados Unidos em Roma.

Entre os edifícios notáveis de estilo humbertino encontram-se:
- Praça da República, Florencia (1870).
- Galeria Víctor Manuel II, Milão (1878).
- Piazza Vittorio Emanuele II, Roma (1882).
- Palazzo delle Esposizioni, Roma (1883).
- Palácio de Justiça, Roma (1885).
- Palazzo Margherita, Roma (1886).
- Praça da República, Roma (1887).
- Palazzo Koch, Roma (1888).
- Galleria Umberto I, Nápoles (1890).
- Palazzo do Viminale, Roma (1911).